# Kasım-Ağa-Moschee

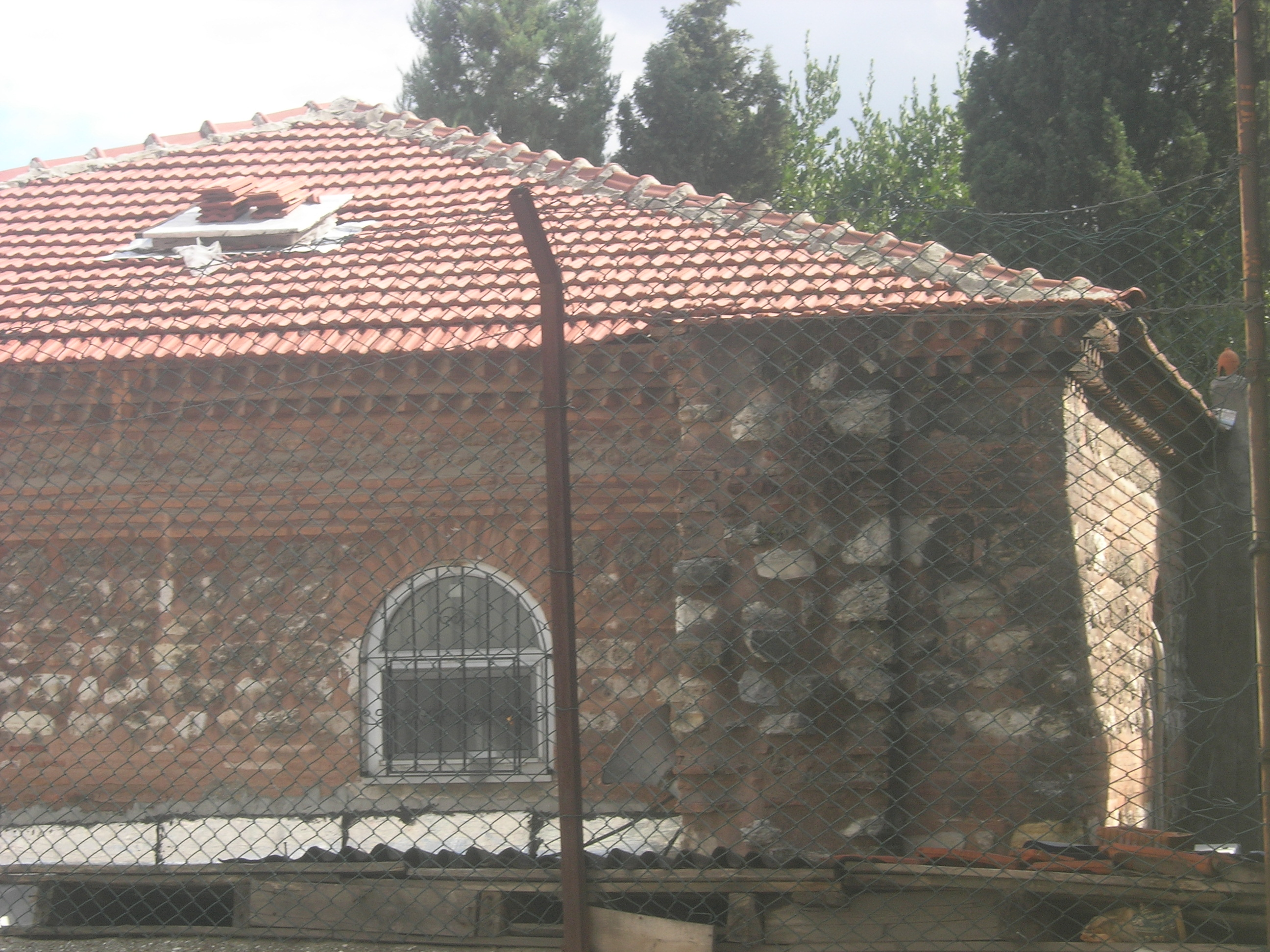
Details des Mauerwerks auf der Nordostseite

Die Kasım-Ağa-Moschee (türkisch Kasım Ağa Mescidi; auch Kâsım Bey Mescidi) ist ein ehemaliges byzantinisches Bauwerk in Istanbul, das während der Zeit des Osmanischen Reichs zur Moschee umgewidmet wurde. Es ist bisher nicht bekannt, welche Funktion das Bauwerk ursprünglich hatte, es ist aber möglich, dass es Teil eines Klosters war, dessen Hauptkirche die heutige Odalar-Moschee ist.

## Lage
Die Moschee liegt im Stadtviertel Salmatomruk im Istanbuler Stadtbezirk Fatih, unweit des Charisiustores (türkisch Edirnekapı) der Theodosianischen Mauer zwischen Chora-Kirche und Fethiye-Moschee, und rund 100 Meter südwestlich der Ruinen der Odalar-Moschee.  Die kleine Moschee steht in einem Garten zwischen den Gassen Koza Sokak und Kasim Odalar Sokak und ist von moderner Bebauung umgeben.

## Geschichte

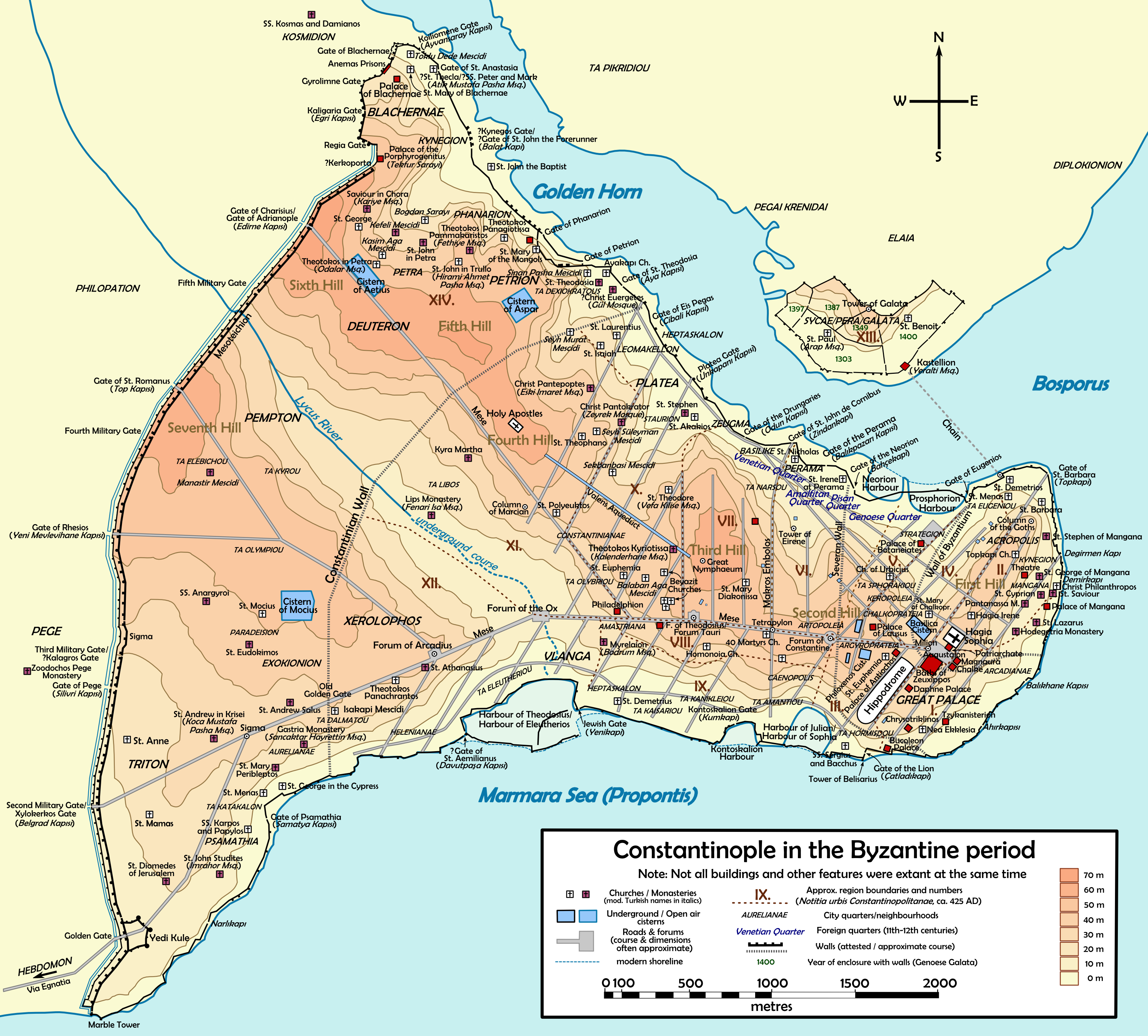
Karte des byzantinischen Konstantinopels. Die Kasım-Ağa-Moschee liegt nahe der östlichen Theodosianischen Mauer rund 300 Meter südöstlich des Charisiustores.

Das Gebäude wurde auf dem siebten Hügel Konstantinopels zwischen der Zisterne von Aetius (heute ein kleines Fußballstadion) und dem Boğdan Sarayı errichtet. Über die ursprüngliche Nutzung des Gebäudes in byzantinischer Zeit ist nichts bekannt. Es wird die Möglichkeit diskutiert, dass das Bauwerk Teil eines Klosters war, dessen Katholikon die später als Odalar-Moschee bekannt gewordene Kirche war. Mit Wasser versorgt wurde der Komplex zweifellos aus der nahen Zisterne von Ipek. Zur Zeit der Eroberung Konstantinopels durch die Osmanen im Jahr 1453 war das Gebäude allerdings schon verfallen.
Nach der Eroberung Konstantinopels siedelten sich in dem Stadtviertel vor allem Christen an. Trotzdem errichtete Kasım Bey bin Abdullah (eventuell Sekbanbaşı, also Agha bzw. Oberkommandeur der Janitscharen) im Jahr 1506 eine kleine Moschee auf den Ruinen des Gebäudes. Zur Moschee gehörten mehrere Geschäfte und Grundstücke, darunter auch die noch existierende byzantinische Zisterne Ipek Bodrum (dt. Seidenkeller), die so genannt wurde, weil zu osmanischen Zeiten hier eine Seidenproduktion war. Die kleine Moschee wurde bei einem Erdbeben im Jahr 1894 und einem Feuer im Viertel Salmatomruk am 2. Juli 1919 schwer beschädigt, so dass nur noch die Außenwände und das Minarett standen.  Das Gebäude wurde aufgegeben und war Mitte des 20. Jahrhunderts primitive Unterkunft für Arme (Gecekondu). Erst zwischen 1975 und 1977 wurde das Gebäude restauriert und wieder für Andachten geöffnet.
Die Moschee ist eine Mescit, also eine kleinere Moschee ohne Predigtkanzel (Minbar), die nicht für das Freitagsgebet gedacht ist, sondern nur für Andachten.

## Architektur

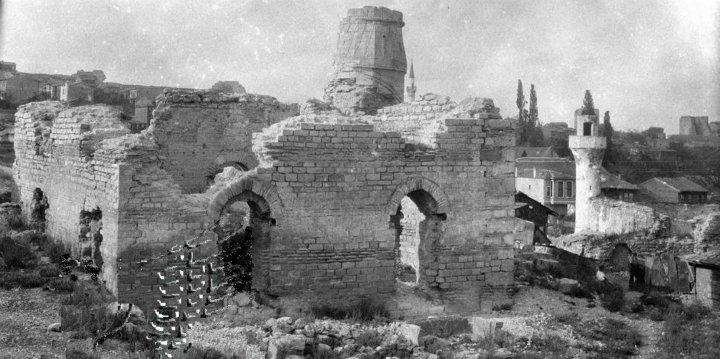
Zeichnung der zerstörten Moschee nach 1919

Das Gebäude wurde über einem quadratischen Grundriss errichtet. Auch das byzantinische Bauwerk war nahezu quadratisch mit einem einzigen Kirchenschiff, gefolgt von einem Atrium im Nordosten und einem kleineren Raum im Osten. Aufgrund der kleinen Abmessungen ist das Gebäude kaum eine Kirche gewesen, sondern vermutlich Teil eines Klosters. Eine Untersuchung des Ziegelmauerwerks während der Restaurationsphase enthüllte unterschiedliche Bauphasen und bewies, dass Fundament und erhaltene Mauern aus Stein und Ziegeln errichtet wurden. Die Begutachtung ergab, dass das Atrium und die Wand der Mihrab während des Umbaus zur Moschee im Jahr 1506 erneuert worden sein müssen. Zur gleichen Zeit wurde auf der Nordostseite ein wuchtiges Minarett errichtet.
Auffallend sind die an einigen Stellen ungewöhnlich dicken Mauern. Nach der byzantinistischen Kunsthistorikerin Neslihan Asutay-Effenberger ist die Stärke der Mauern nur dadurch zu erklären, dass das Bauwerk einst über mehrere Stockwerke verfügte.:314 f. Die auffällige Dicke der Mauern, die Eckverstärkung und die erkennbaren Tordurchgänge sind für die Kunsthistorikerin Beweis, dass in der Nordecke einst das Untergeschoss eines Turms lag.:316 An der Innenseite der Westmauer erkennt man drei Arkosolnischen, eine vierte Nische geht über die Flucht der Nordmauer hinaus.